# Monotes katangensis
Monotes katangensis är en tvåhjärtbladig växtart som först beskrevs av De Wild., och fick sitt nu gällande namn av De Wild.. Monotes katangensis ingår i släktet Monotes och familjen Dipterocarpaceae. Inga underarter finns listade i Catalogue of Life.